# 斯特靈城 (德克薩斯州)
斯特靈城（英語：Sterling City）是一個位於美國德克薩斯州斯特靈縣的城市。根據2010年美國人口普查，該地共人口888人，而該地的面積約為2.50平方千米。同時該地也是斯特靈縣的縣治。

## 地理
斯特靈城的座標為31°50′21″N 100°59′09″W / 31.83917°N 100.98583°W，而該地的平均海拔高度為697米（即2287英尺）。